# Ponte San Nicolò
Ponte San Nicolò is een gemeente in de Italiaanse provincie Padua (regio Veneto) en telt 12.656 inwoners (31-12-2004). De oppervlakte bedraagt 13,5 km², de bevolkingsdichtheid is 937 inwoners per km².
De volgende frazioni maken deel uit van de gemeente: Roncaglia, Roncajette, Rio.

## Demografie
Ponte San Nicolò telt ongeveer 4888 huishoudens. Het aantal inwoners steeg in de periode 1991-2001 met 13,9% volgens cijfers uit de tienjaarlijkse volkstellingen van ISTAT.
| Jaar | Inwoneraantal |
| ---- | ------------- |
| 1991 | 10.589        |
| 2001 | 12.059        |

## Geografie
Ponte San Nicolò grenst aan de volgende gemeenten: Albignasego, Casalserugo, Legnaro, Padova, Polverara.